# Paraprionospio yokoyamai
Paraprionospio yokoyamai är en ringmaskart som beskrevs av Delgado-Blas 2004. Paraprionospio yokoyamai ingår i släktet Paraprionospio och familjen Spionidae.
Artens utbredningsområde är Mexikanska golfen. Inga underarter finns listade i Catalogue of Life.